# لوسيان سانمارتين
لوسيان سانمارتين (بالرومانية: Lucian Sânmărtean)‏ مواليد 13 مارس 1980م هو لاعب كرة قدم روماني يلعب بخانة الوسط.
انتهى عقده مع نادي الاتحادالسعودي في عام 2016 ولم يتم التجديد معه ووقع مع نادي سي إس باندوري تارغو جيو شارك في 17 لقاء ثم انتقل إلى نادي التعاون السعودي في عام 2017

## مسيرته الكروية
لعب لوسيان سانمارتين خلال مسيرته الاحترافية مع 9 أندية في ستة وعشرون موسمًا وسجل خلالها 38 هدفًا ضمن 361 مباراة. حيث فاز في موسمين بالكأس وفي ثلاثة مواسم بالدوري.
خاض لوسيان سانمارتين مسيرته مع غلوريا بيستريتسا ‏ في موسم 1998–99 في المرة الأولى ليلعب معه خمسة مواسم ثم في موسم 2008–09 ولمدة موسمين، مشاركًا طوالها في 114 مباراة سجل خلالها 13 هدفًا. ثم انتقل إلى نادي باناثينايكوس في موسم 2003–04 ليلعب معه أربعة مواسم، حيث شارك في 24 مباراة سجل خلالها هدفًا واحدًا. لينتقل بعدها إلى نادي أوترخت في موسم 2006–07 واستمر معه طيلة ثلاثة مواسم، مشاركًا في 16 مباراة ولم يسجل أي هدف. ثم انتقل إلى نادي فاسلوي في موسم 2009–10 ليلعب معه خمسة مواسم، مشاركًا في 120 مباراة سجل خلالها 11 هدفًا. هذا وانتقل لاحقًا إلى نادي ستيوا بوخارست في موسم 2013–14 ولمدة موسمين، مشاركًا في 26 مباراة سجل خلالها 5 أهداف. ثم انتقل بعدها إلى نادي الاتحاد في موسم 2014–15 ولمدة موسمين، مشاركًا في 31 مباراة سجل خلالها 6 أهداف. ليعود وينتقل من جديد، لكن هذه المرة إلى نادي التعاون في موسم 2016–17 لمدة موسم واحد، مشاركًا في 8 مباريات ولم يسجل أي هدف. لينتقل بعدها إلى نادي فولنتاري في موسم 2017–18 لمدة موسم واحد، مشاركًا في 5 مباريات ولم يسجل أي هدف أيضًا.

## روابط خارجية
- لوسيان سانمارتين على موقع الاتحاد الأوربي (الإنجليزية)
- لوسيان سانمارتين على موقع قاعدة بيانات كرة القدم.إي يو (الإنجليزية)
- لوسيان سانمارتين على موقع ناشيونال فوتبول تيمز (الإنجليزية)
- لوسيان سانمارتين على موقع Soccerway.com (الإنجليزية)
- لوسيان سانمارتين على موقع عالم كرة القدم.نت (الإنجليزية)
- لوسيان سانمارتين على موقع كووورة
- لوسيان سانمارتين على موقع AS.com (الإسبانية)